# Kathleen Ni Houlihan

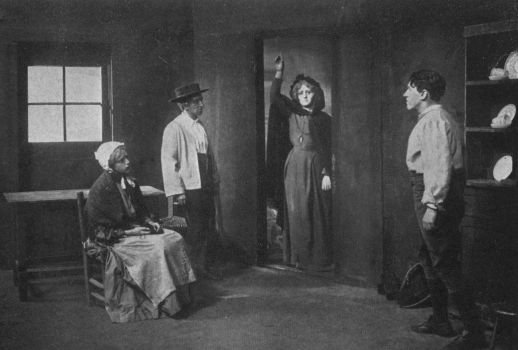
Scene From Yeats and Gregory's play, Cathleen Ní Houlihan, circa 1912 production.

Kathleen Ni Houlihan (en irlandés: Caitlín Ní Uallacháin, literalmente, "Kathleen, hija de Houlihan") es símbolo y emblema mitológico del nacionalismo irlandés nacida en la literatura y en el arte, a veces representa a Irlanda como una mujer. La figura de Kathleen Ni Houlihan ha sido también usada por los políticos irlandeses. También se puede escribir como Cathleen Ni Houlihan y ser conocida como Sean-Bhean Bhocht, la pobre mujer anciana, etc. 
Se la suele representar como una mujer anciana que necesita la ayuda de jóvenes irlandeses que quieran luchar y morir por liberar Irlanda del dominio colonial, convirtiéndose en mártires por la causa. En los días anteriores a la  guerra de Independencia irlandesa, la metrópoli se llamaba Reino Unido de Gran Bretaña e Irlanda. Tras la guerra, Kathleen Ni Houlihan fue más asociada al Ejército Republicano Irlandés en Irlanda del Norte, especialmente durante el conflicto de Irlanda del Norte.
Como figura literaria, Kathleen Ni Houlihan fue probablemente la más popular la creada por William Butler Yeats y Lady Augusta Gregory en el rol de Cathleen Ní Houlihan. Otros autores que han usado a Kathleen Ni Houlihan en algún momento han sido Seán O'Casey (especialmente en The Shadow of the Gunman) y James Joyce que introdujo un personaje llamado Kathleen and Mr Holohan en su obra A Mother para ilustar someramente la ideología de un festival irlandés.

## Detalles generales de la obra de Yeats y Gregory
Kathleen Ni Houlihan es retratada generalmente como una mujer vieja sin hogar. Con frecuencia se insinúa que esto se debe a que se le ha arrebatado su casa, que comprendía una granja y "cuatro verdes campos" (que simbolizan las cuatro provincias de Irlanda). En Cathleen Ní Houlihan (1902), ella llega a la casa de una familia irlandesa mientras están haciendo los preparativos para el matrimonio de su hijo mayor. En la obra de Yeats y Gregory, Kathleen Ni Houlihan cuenta a la familia su triste historia, intercalada con canciones sobre famosos héroes irlandeses que habían dado su vida por ella. En última instancia, atrae a los jóvenes novios a unirse a la fallida rebelión irlandesa de 1798 contra el Reino Unido de Gran Bretaña e Irlanda durante las Guerras Revolucionarias Francesas. Después de que el novio tomara su decisión y se fuera, un personaje señala que la anciana se ha convertido en una hermosa joven con andares de reina. El tratamiento de Yeats y Gregory de Kathleen Ni Houlihan es bastante típico de este mito. La elección del novio —y eventual muerte en la fallida rebelión— rejuvenece a Kathleen Ni Houlihan hasta cierto punto.

## Aspectos del sacrificio en el mito
Richard Kearney (1988, p. 218) sugiere que el mito de Kathleen Ni Houlihan representa la sangre que debe verterse para liberar a Irlanda. Al mismo tiempo, estos mártires que se sacrifican por la causa, serán recompensados siendo "recordados por siempre" (Kearney, p. 218). Este mítico espíritu de sacrificio del nacionalismo irlandés puede ser visto como el concepto pagano del "rejuvenecimiento estacional" y en el aspecto de sacrificio puede vincularse al cristianismo, ligado a la crucifixión y su tradición de mártires (Kearney, p. 220). Este uso del martirio puede verse en varios casos de huelgas de hambre hechos por algunos prisioneros del IRA en 1980 y otros periodos (Kearney, ch. 11).

## Obras selectas del mito
La figura de Kathleen Ni Houlihan ha aparecido en muchas canciones folclóricas y poemas. La obra The Passing of the Gael (1906) de Ethna Carbery, hizo un trato sentimental de la diáspora irlandesa durante el siglo XIX (en parte causada por la Gran hambruna irlandesa) en la que muchos irlandeses se vieron obligados a dejar su país. Carbery se refiere a Kathleen Ni Houlihan como la personificación de Irlanda que los emigrantes irlandeses echan en falta.
The Shadow of the Gunman (1923) de Seán O'Casey cita la última línea del libro de Carbery The Passing of the Gael cuando el personaje de Seumas Shields se queja de varios aspectos de la cultura irlandesa. La visión de O'Casey del mito es generalmente vista como irónica o satírica.
El poeta irlandés Seamus Heaney ha sugerido que el personaje de Sarah en la obra Translations de Brian Friel puede verse como una especie de Kathleen Ni Houlihan tratando desesperadamente de recuperar su voz y su identidad.
En la obra de James Joyce Dubliners, la historia titulada A Mother aparece un personaje llamado Kathleen cuya madre decide "aprovechar el nombre de su hija" durante Renacimiento céltico.